# Helene Jarmer

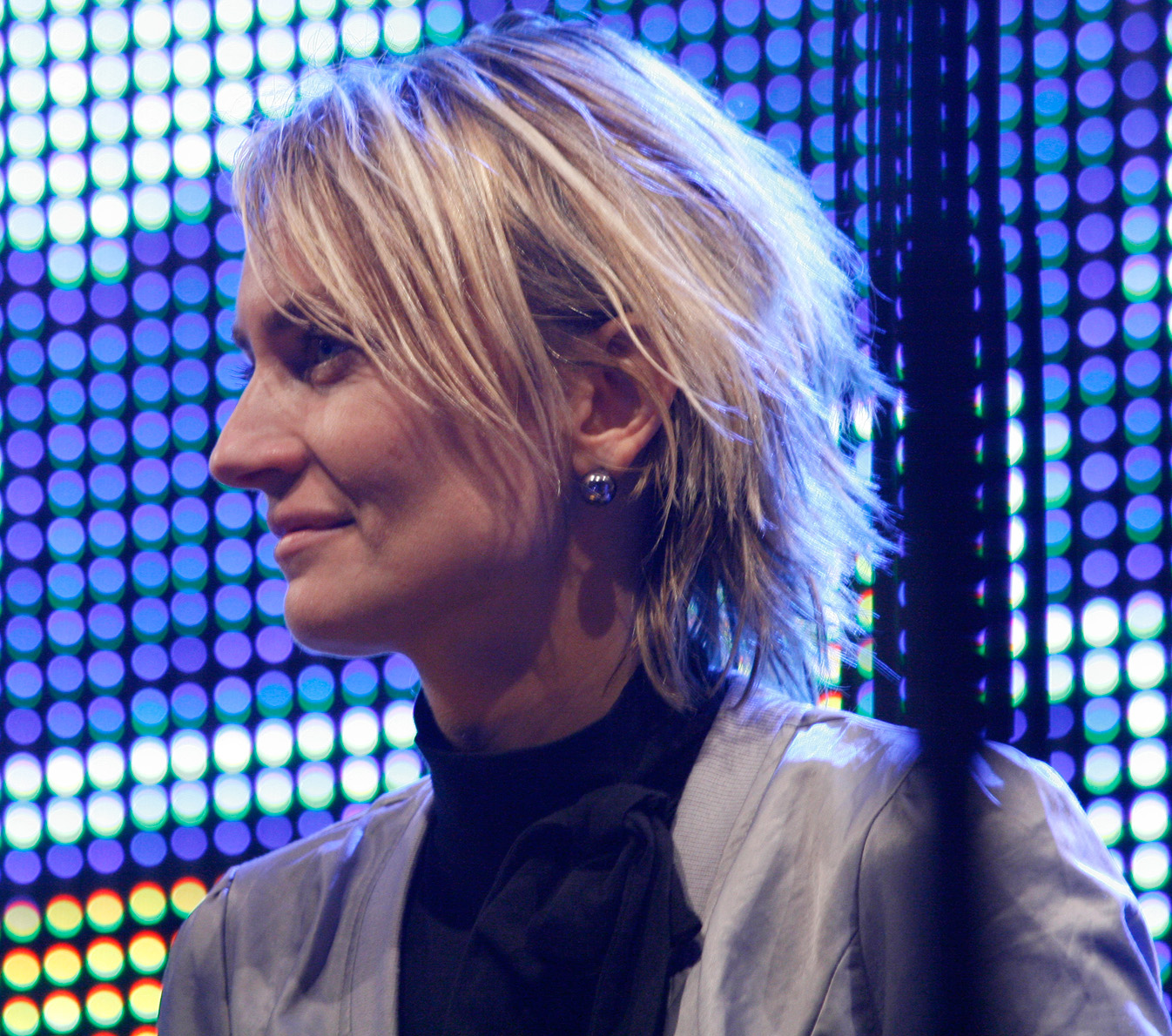
Helene Jarmer (Wien 2009)

 Helene Jarmer (* 8. August 1971 in Wien) ist eine gehörlose österreichische Politikerin der Grünen. Sie war von 2009 bis 2017 Abgeordnete zum Nationalrat.

## Leben
Helene Jarmer verlor ihr Gehör im Alter von zwei Jahren bei einem Autounfall. Sie wurde von ärztlicher Seite als schwerhörig eingestuft und konnte so der besseren Bildung wegen eine Schwerhörigenschule besuchen, denn die Gehörlosenschulen der damaligen Zeit waren nicht die beste Voraussetzung, sich zu bilden – Gebärdensprache wurde damals in keiner Schule unterrichtet. Sie absolvierte die Integrationsklasse der Höheren Technischen Lehranstalt (HTL) im Schulzentrum Ungargasse in Wien. 
Helene Jarmer absolvierte ein Lehramtsstudium für gehörlose und schwerhörige Kinder in Haupt- und Sonderschulen. Danach war sie elf Jahre am Bundesinstitut für Gehörlosenbildung als Lehrerin tätig. In dieser Zeit unterrichtete sie auch eine vierjährige bilinguale Doppelintegrationsklasse, die wissenschaftlich begleitet wurde. Während dieser Zeit absolvierte sie außerdem ein pädagogisches Studium. Seit 1999 übt sie an der Universität Wien eine Lehrtätigkeit für Sonder- und Heilpädagogik aus, von 2004 bis 2007 war sie zudem an der damaligen Pädagogischen Akademie Wien lehrend tätig. Bei den Nationalratswahlen 1999 kandidierte Helene Jarmer für das Liberale Forum.
In ihrem Engagement für gehörlose Menschen ist sie Leiterin des ServiceCenters ÖGS.barrierefrei und seit 2001 Präsidentin des Österreichischen Gehörlosenbundes. Einer der größten Erfolge als Präsidentin des ÖGLB war das Erreichen der verfassungsrechtlichen Anerkennung der Österreichischen Gebärdensprache im September 2005.
Die sprachliche Situation gehörloser Menschen in Österreich ist schwierig: Einerseits ist die Muttersprache der gehörlosen Menschen die Österreichische Gebärdensprache (ÖGS), andererseits wachsen gehörlose Österreicher und Österreicherinnen auch mit Deutsch als Zweitsprache auf. Da aber nur an einer von sechs Gehörlosenschulen in Österreich ein bilinguales Modell (Unterrichtssprachen Deutsch und ÖGS) verfolgt wird, ist die Deutschkompetenz vieler gehörloser Personen mangelhaft – es fehlen die politisch-juristischen Grundlagen in der Gehörlosenbildung. Deshalb ist es schon lange eines von Helene Jarmers politischen Zielen, bilingualen Unterricht auch gesetzlich festzuschreiben. Durch die bis heute schlechte Bildungssituation für gehörlose Österreicher und Österreicherinnen gibt es unter den 10.000 gehörlosen Personen in Österreich eine sehr hohe Analphabetenquote, die bei weit über 50 % liegt. Helene Jarmer hatte einen Gastauftritt in der österreichischen Kriminalserie Kommissar Rex, in der sie eine Gehörlose spielte, die Kommissar Brandtner mit Hilfe ihrer Kenntnisse im Lippenlesen beim Lösen des Kriminalfalles behilflich ist.

## Parlament
Helene Jarmer war die Nachfolgerin von Ulrike Lunacek im Nationalrat. Diese wechselte am 14. Juli 2009 in das Europäische Parlament nach Brüssel und Straßburg. Bei der Nationalratswahl 2008 hatte Jarmer, die schon vor der Wahl als künftige Behindertensprecherin vorgesehen war, den Einzug ins Parlament aufgrund des mäßigen Abschneidens der Grünen wieder nicht geschafft. Im Zuge der Nationalratswahlen 1999 kandidierte sie erfolglos für das Liberale Forum. Der ehemalige liberale Abgeordnete zum Landtag und Gemeinderat der Stadt Wien, Marco Smoliner, forcierte die Nationalratskandidatur der gehörlosen Sonder- und Heilpädagogin. Jarmer wurde am 10. Juli 2009 als erste gehörlose Abgeordnete zum Nationalrat angelobt. Eine unmittelbare Konsequenz aus ihrem Einzug ins Parlament war, dass seitdem alle ORF-Fernsehübertragungen aus dem Parlament auch in Gebärdensprache (über den Satellitensender ORF 2 Europe) angeboten werden.